# مونته آلبان
مونته آلبان یک سایت باستان‌شناسی است که در ۸ کیلومتری شهر اوآخاکا د خوارز قرار دارد. این شهر پایتخت باستانی زاپوتک‌ها و یکی از اولین شهرهای مزوآمریکا و یکی از محبوب‌ترین شهرهای دوران شکوفایی آن بود. مونته آلبان تقریباً ۵۰۰ سال قبل از میلاد تأسیس شد. ظاهراً زاپوتکها نیز این شهر را با نام Dani Baán می‌شناختند.